# Lagangilang
Lagangilang é um município de  quinta classe de renda municipal (d) na província Abra, nas Filipinas. De acordo com o censo de 1 de maio  de  2020 possui uma população de 14 914 pessoas e 3 415 domicílios.